# Teratolytta
Teratolytta là một chi bọ cánh cứng trong họ Meloidae.
Chi này được miêu tả khoa học năm 1894 bởi Semenov.

## Các loài
Các loài trong chi này gồm:
- Teratolytta carlae Bologna in Bologna & Di Giulio, 2006
- Teratolytta dives (Brullé, 1832)
- Teratolytta dvoraki Bologna in Bologna & Di Giulio, 2006
- Teratolytta eylandti Semenov, 1894
- Teratolytta flavipes (Mulsant & Rey, 1858)
- Teratolytta gentilis (J. Frivaldszky, 1877)
- Teratolytta holzschuhi Dvorák, 1983
- Teratolytta kaszabi Kryzhanovskij, 1959
- Teratolytta klapperichi Kaszab, 1958
- Teratolytta kulzeri Kaszab, 1958
- Teratolytta monticola Bologna in Bologna & Di Giulio, 2006
- Teratolytta optabilis (Faldermann, 1832)
- Teratolytta pilosella (Solsky, 1881)
- Teratolytta regina Kaszab, 1958
- Teratolytta senilis (Abeille de Perrin, 1895)
- Teratolytta taurica Bologna in Bologna & Di Giulio, 2006
- Teratolytta tricolor (Haag-Rutenberg, 1880)
- Teratolytta vanensis Kaszab, 1968